# Кулаков, Вадим Алексеевич
Вадим Алексеевич Кулаков (14 мая 1939, Москва — 4 марта 2017, Москва) — советский и российский художник-монументалист, живописец. Действительный член Российской академии художеств (2007), Заслуженный деятель искусств Российской Федерации (1992), народный художник Российской Федерации (2003), лауреат премии Москвы.

## Биография
В 1950—1957 годах учился в Московской средней художественной школе, а в 1957—1962 годах — в Московском государственном художественном институте.
В 1987—1995 годах был педагогом на постановочном факультете Школы-студии МХАТ, после этого — в Университете Натальи Нестеровой.
В 1988-1992 – секретарь Правления, Председатель комиссии по монументальному искусству Союза художников СССР. 
Скончался 4 марта 2017 года. Похоронен в Москве на Востряковском кладбище.

## Анализ творчества
Важное место в творчестве Кулакова занимает изображение сельской жизни. По мнению теоретика искусства Никиты Махова, художник смог по-новому раскрыть эту тему, внеся в неё лирическое начало. Вместо взгляда сверху, олицетворяющего достаточно отвлечённое восприятие реальности, Кулаков предлагает взглянуть на изображаемый мир с высоты человеческого роста или более низкой точки. Кроме того, художник заостряет внимание не на природных объектах, а на людях (часто изображаемых укрупнённо) и их повседневной деятельности и, следовательно, на их способности создавать материальные и духовные ценности. «Перенесение тематического акцента с отвлеченных идей на конкретного сельского жителя и его повседневные крестьянские заботы не могло не привести и к совершенно новому пониманию роли деревни в общем бытийном существовании».
Искусствовед Виталий Манин отмечает необычность пластической структуры произведений Кулакова. «Художник явно нарушает перспективу. В этом плане он отчасти наследует Д. Штеренбергу, но не остается равнодушен и к крестьянским образам К. Петрова-Водкина с его статичной иконописностью и сведением живописной обрисовки к основным цветам».